# Langeck-Eichwald
Langeck-Eichwald ist eine unbewohnte Katastralgemeinde in der Gemeinde Lockenhaus im Bezirk Oberpullendorf im Burgenland.

## Bodennutzung
Die Katastralgemeinde ist forstwirtschaftlich geprägt. 1999/2000 wurde auf 4 Hektar Landwirtschaft betrieben und 516 Hektar waren als forstwirtschaftlich genutzte Flächen ausgewiesen. Ende 2018 wurde auf 506 Hektar Forstwirtschaft betrieben.